# Liste alphabétique d'écrivains brésiliens
- Haut – A
- B
- C
- D
- E
- F
- G
- H
- I
- J
- K
- L
- M
- N
- O
- P
- Q
- R
- S
- T
- U
- V
- W
- X
- Y
- Z

## A
- Capistrano de Abreu (1853 - 1927)
- Florêncio Carlos de Abreu e Silva (1839-1881)
- Emílio Adet (1818-1867)
- João Almino (1950-)
- José de Alencar (1829-1877)
- Abraão de Almeida (1939- )
- Manuel Antônio de Almeida (1831-1861)
- Polibio Alves (1941-)
- Jorge Amado (1912-2001)
- Mário de Andrade (1893-1945)
- Narciso de Andrade (1925-2007)
- Oswald de Andrade (1890-1954)
- Augusto dos Anjos (1884-1914)
- Octavio Aragão (1964-)
- Afonso Arinos (1868-1916)
- Sânzio de Azevedo (1938- )

## B
- Cipriano José Barata de Almeida (1762-1825)
- Carol Bensimon
- Augusto Boal (1931-2009)
- Alvaro Bomilcar (1874-1957)
- Domingos Borges de Barros (vicomte de Pedra Branca) (1779-1855)
- Claudio Brites (1983-)
- Chico Buarque (1944-)
- Alexei Bueno (1963-)

## C
- Domingos Caldas Barbosa (1740-1800)
- Adolfo Caminha (1867-1897)
- Fábio Campana (1947-2021)
- Sérgio Capparelli (1947- )
- Clodomir Cardoso (1879-1953)
- Lúcio Cardoso (en) (1912-1968), romancier, dramaturge, poète, journaliste
- Antônio de Castro Alves (1847-1871)
- Lindanor Celina (1917-2003)
- Paulo Coelho (1947- )
- Ronaldo Correia de Brito (1950- )
- Cláudio Manuel da Costa (1729-1789)
- Gonçalves Crespo (1846-1883)
- João da Cruz e Sousa (1861-1898)
- Domingos Simões da Cunha (1755-1824)
- Olavo de Carvalho (1947-)

## D
- Alberto Dines (1932- )
- Carlos Drummond de Andrade (1902-1987)
- Roberto Drummond (1933-2002)

## E
- Ernani Méro (1925-1996)

## F
- Ferréz (1975- )
- Lygia Fagundes Telles (1923- )
- Cristóvão Falcão (1515?-1557?)
- Flávio Viegas Amoreira (1965- )
- Ambrósio Fernandes Brandão (1560-1630)
- Geraldo Ferraz (1906-1979
- Adonias Filho (1915-1990)
- Rubem Fonseca (1925- )

## G
- Fernando Gabeira (1943- )
- Luiz Alfredo Garcia-Roza (1936- )
- Heleno Godoy (1946- )
- Eustáquio Gomes (1952- )
- Silvério Gomes Pimenta (1840-1922)
- Ana Maria Gonçalves (1970- )
- Domingos José Gonçalves de Magalhães (1811-1882)
- Gianfrancesco Guarnieri (1934-2006)
- Alphonsus de Guimaraens (1870-1921)
- José Armelim Bernardo Guimarães (1915-2004)
- João Guimarães Rosa (1908-1967)

## H
- Hilda Hilst (1930-2004)
- Antônio Houaiss (1915–1999)

## J
- Dalcídio Jurandir (1909-1979)

## L
- Carlos Lacerda (1914 - 1977)
- Giselda Leirner (1928- )
- Afonso Henriques de Lima Barreto (1881-1922)
- Paulo Lins (1958- )
- José Lins do Rego (1901-1957)
- Clarice Lispector (1920-1977)
- Carlos Herculano Lopes (1956- )
- Fernando Lucchese (1947- )
- R. F. Lucchetti (1930- )
- Adriana Lisboa(1970- )

## M
- Joaquim Manuel de Macedo (1820-1882)
- Antônio de Alcântara Machado (1901-1935)
- José de Alcântara Machado (1875-1941)
- Joaquim Maria Machado de Assis (1839-1908)
- Pardal Mallet (1864-1894)
- Márcio-André (1978- )
- Plínio Marcos de Barros (1935-1999)
- Maria Marly de Oliveira (1935-2007)
- Geovani Martins (1991- )
- José Mauro de Vasconcelos (1920-1984)
- Gregório de Mattos (1636-1696)
- Cecília Meireles (1901-1964)
- Patrícia Melo (1962- )
- Carlos Méro (1949- )
- Evaristo Eduardo de Miranda (1952 -)
- Antonio Miranda (1940- )
- José Bento Monteiro Lobato (1882-1948)
- Francisco de Montesuma (1794-1870)
- Vinícius de Moraes (1913-1980)
- Flávio Moreira da Costa (1942-2019 )
- Alberto Mussa (1961- )

## N
- Esdras do Nascimento (1934- )
- Pedro Nava (1903-1984)
- Coelho Neto (1864-1934)
- Manuel da Nóbrega (1517-1570)

## O
- Domingos Olímpio (1850-1906)
- Alberto de Oliveira (1859-1937)
- Glauco Ortolano (1959- )

## P
- Raul Pederneiras (1874-1953)
- Luís Caetano Pereira Guimarães Júnior (1845-1898)
- Luiz Peixoto Ramos (1941- )
- Domingos Pellegrini Jr. (1949- )
- Renard Perez (1928- )
- Luís Adolfo Pinheiro (1940-2006)

## Q
- Raquel de Queiroz (1910-2003)
- Manuel Querino (1851-1923)

## R
- Graciliano Ramos (1892- 1953)
- João Ribeiro Ramos (1906-2001)
- João Ubaldo Ribeiro (1941- 2014)
- Cassiano Ricardo (1895-1974)
- Ruth Rocha (1931- )
- Nelson Rodrigues (1912-1980)
- Marcelo Rubens Paiva (1959- )

## S
- Jorge Sá Earp (1955 - )
- Fernando Sabino (1923-2004)
- Francisco de São Carlos (1768-1829)
- José Sarney (1930- )
- Moacyr Scliar (1937- )
- António José da Silva (1705-1739)
- José Maria da Silva Paranhos Júnior (1845-1912)

## T
- Franklin Távora (1842-1888)
- Álvaro Teixeira de Macedo (1807-1849)
- Mário Totta (1874-1947)
- Dalton Trevisan (1925-)

## V
- Fagundes Varela (1841-1875)
- Francisco Adolfo de Varnhagen (1816-1878)
- José Mauro de Vasconcelos (1920-1984)
- Evaristo Ferreira da Veiga (1799-1837)
- Érico Veríssimo (1905-1975)
- Luis Fernando Verissimo (pt) (1936- )

## X
- Francisco Cándido Xavier, alias Chico Xavier (1910-2002)